# Лауреати Національної премії України імені Бориса Патона (2022)
Національна премія України імені Бориса Патона — лауреати 2022 року.
На здобуття Національної премії України імені Бориса Патона 2022 року Секретаріатом Комітету з Державних премій України в галузі науки і техніки було прийнято 13 робіт, у тому числі 4 роботи, зміст яких становить державну таємницю. До розгляду у 2022 році були прийняті роботи, які пов'язані зі зміцненням обороноздатності і безпеки держави, тому оприлюднення інформації щодо їх змісту та широкого обговорення на офіційному вебсайті Комітету не передбачалося.
За результатами таємного голосування Комітету з Державних премій України в галузі науки і техніки запропонував присудити Національну премію України імені Бориса Патона 2022 року восьми роботам, у томі числі чотирьом роботам, що містять відомості, які становлять державну таємницю.
30 листопада 2022 року Президент України Володимир Зеленський підписав указ № 808/2022 про присудження Національної премії України імені Бориса Патона 2022 року 4 відкритим роботам.
На 2022 рік розмір премії склав 300 000 гривень кожна.

## Лауреати Національної премії України імені Бориса Патона 2022 року (відкриті роботи)
| Премійована робота | Лауреати                            | Коротко про лауреата |
| --- | ----------------------------------- | --- |
| за роботу «Технології для систем захисту військовослужбовців: функціональні матеріали, композити та покриття»                   | Ганущак-Єфіменко Людмила Михайлівна | доктор економічних наук, проректор Київського національного університету технологій та дизайну                                                                  |
| за роботу «Технології для систем захисту військовослужбовців: функціональні матеріали, композити та покриття»                   | Галавська Людмила Євгеніївна        | доктор технічних наук, начальник науково-дослідної частини Київського національного університету технологій та дизайну                                          |
| за роботу «Технології для систем захисту військовослужбовців: функціональні матеріали, композити та покриття»                   | Барсуков В'ячеслав Зіновійович      | доктор хімічних наук, завідувач кафедри Київського національного університету технологій та дизайну                                                             |
| за роботу «Технології для систем захисту військовослужбовців: функціональні матеріали, композити та покриття»                   | Гараніна Ольга Олександрівна        | доктор технічних наук, завідувач кафедри Київського національного університету технологій та дизайну                                                            |
| за роботу «Технології для систем захисту військовослужбовців: функціональні матеріали, композити та покриття»                   | Арабула Світлана Іванівна           | кандидат технічних наук, завідувач відділу Київського національного університету технологій та дизайну                                                          |
| за роботу «Технології для систем захисту військовослужбовців: функціональні матеріали, композити та покриття»                   | Хоменко Володимир Григорович        | доктор технічних наук, доцент Київського національного університету технологій та дизайну                                                                       |
| за роботу «Технології для систем захисту військовослужбовців: функціональні матеріали, композити та покриття»                   | Іванова Людмила Іванівна            | директор Товариства з обмеженою відповідальністю «Дана-Мода» |
| за роботу «Медичне забезпечення сил оборони на засадах єдиного медичного простору»                                              | Іванько Олеся Михайлівна            | доктор медичних наук, начальник Науково-дослідного інституту проблем військової медицини Української військово-медичної академії, підполковник медичної служби  |
| за роботу «Медичне забезпечення сил оборони на засадах єдиного медичного простору»                                              | Верба Андрій Вячеславович           | доктор медичних наук, професор Української військово-медичної академії                                                                                          |
| за роботу «Медичне забезпечення сил оборони на засадах єдиного медичного простору»                                              | Жаховський Віктор Олександрович     | кандидат наук з державного управління, провідний науковий співробітник Української військово-медичної академії                                                  |
| за роботу «Медичне забезпечення сил оборони на засадах єдиного медичного простору»                                              | Лівінський Володимир Григорович     | кандидат медичних наук, провідний науковий співробітник Української військово-медичної академії                                                                 |
| за роботу «Медичне забезпечення сил оборони на засадах єдиного медичного простору»                                              | Коваль Володимир Валерійович        | кандидат військових наук, заступник начальника Генерального штабу Збройних Сил України, бригадний генерал                                                       |
| за роботу «Медичне забезпечення сил оборони на засадах єдиного медичного простору»                                              | Дячук Дмитро Дмитрович              | доктор медичних наук, директор Державної наукової установи «Науково-практичний центр профілактичної та клінічної медицини» Державного управління справами       |
| за роботу «Організація екстреної медичної допомоги та лікування гострої крововтрати в умовах бойових дій та клінічній практиці» | Кучин Юрій Леонідович               | доктор медичних наук, ректор Національного медичного університету імені О. О. Богомольця                                                                        |
| за роботу «Організація екстреної медичної допомоги та лікування гострої крововтрати в умовах бойових дій та клінічній практиці» | Іванчов Павло Васильович            | доктор медичних наук, доктор економічних наук, завідувач кафедри Національного медичного університету імені О. О. Богомольця                                    |
| за роботу «Організація екстреної медичної допомоги та лікування гострої крововтрати в умовах бойових дій та клінічній практиці» | Толстанов Олександр Костянтинович   | доктор медичних наук, виконувач обов'язків ректора Національного університету охорони здоров'я України імені П. Л. Шупика                                       |
| за роботу «Організація екстреної медичної допомоги та лікування гострої крововтрати в умовах бойових дій та клінічній практиці» | Тарабан Ігор Анатолійович           | доктор медичних наук, професор Харківського національного медичного університету                                                                                |
| за роботу «Організація екстреної медичної допомоги та лікування гострої крововтрати в умовах бойових дій та клінічній практиці» | Гуменюк Костянтин Віталійович       | кандидат медичних наук, головний хірург Збройних Сил України Командування Медичних сил Збройних Сил України, полковник медичної служби                          |
| за роботу «Організація екстреної медичної допомоги та лікування гострої крововтрати в умовах бойових дій та клінічній практиці» | Горошко Василь Романович            | доктор філософії, начальник відділення Національного військово-медичного клінічного центру «Головний військовий клінічний госпіталь», полковник медичної служби |
| за роботу «Організація екстреної медичної допомоги та лікування гострої крововтрати в умовах бойових дій та клінічній практиці» | Говсєєв Дмитро Олександрович        | доктор медичних наук, директор Комунального некомерційного підприємства «Київський міський пологовий будинок № 5»                                               |
| за роботу «Створення органічних сполук для сучасної медицини — важливої складової безпеки та обороноздатності України»          | Комаров Ігор Володимирович          | доктор хімічних наук, директор Навчально-наукового інституту високих технологій Київського національного університету імені Тараса Шевченка                     |
| за роботу «Створення органічних сполук для сучасної медицини — важливої складової безпеки та обороноздатності України»          | Рябухін Сергій Вікторович           | доктор хімічних наук, завідувач кафедри Київського національного університету імені Тараса Шевченка                                                             |
| за роботу «Створення органічних сполук для сучасної медицини — важливої складової безпеки та обороноздатності України»          | Григоренко Олександр Олегович       | доктор хімічних наук, професор Київського національного університету імені Тараса Шевченка                                                                      |
| за роботу «Створення органічних сполук для сучасної медицини — важливої складової безпеки та обороноздатності України»          | Михайлюк Павло Костянтинович        | доктор хімічних наук, старший науковий співробітник Київського національного університету імені Тараса Шевченка                                                 |
| за роботу «Створення органічних сполук для сучасної медицини — важливої складової безпеки та обороноздатності України»          | Гавриленко Костянтин Сергійович     | кандидат хімічних наук, старший науковий співробітник Київського національного університету імені Тараса Шевченка                                               |
| за роботу «Створення органічних сполук для сучасної медицини — важливої складової безпеки та обороноздатності України»          | Мороз Юрій Сергійович               | кандидат хімічних наук, докторант Київського національного університету імені Тараса Шевченка                                                                   |
| за роботу «Створення органічних сполук для сучасної медицини — важливої складової безпеки та обороноздатності України»          | Волочнюк Дмитро Михайлович          | доктор хімічних наук, завідувач відділу Інституту органічної хімії Національної академії наук України                                                           |
| за роботу «Створення органічних сполук для сучасної медицини — важливої складової безпеки та обороноздатності України»          | Колотілов Сергій Володимирович      | доктор хімічних наук, виконувач обов'язків заступника директора Інституту фізичної хімії імені Л. В. Писаржевського Національної академії наук України          |